# 石壁镇 (宁化县)
石壁镇是中国福建省三明市宁化县下辖的一个镇。

## 行政区划
石壁镇共辖个1个居委会、22个行政村，分别是：
石壁社区、红旗村、立新村、杨边村、小吴村、大路村、溪背畲族村、陂下村、陈家村、刘村、隆陂村、官坑村、石碧村、江家村、桃金村、陈塘村、三坑村、邓坊桥村、张家地村、江口村、南田村、江头村和拱桥村。

## 特产
淮土茶油：中国地理标志产品。